# 燃蒸联合动力方式

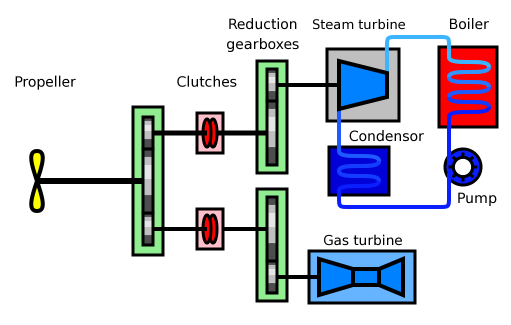
燃蒸联合推进系统原理

燃蒸联合动力方式（英語： 简称：）是一种使用蒸汽轮机和燃气轮机交替或同时驱动传动轴的船用动力装置。通过传动轮及离合器，该系统在不同船速下可选择使用蒸汽轮机或者燃气轮机，在需要高功率输出时也可以使用两者同时驱动。该系统的优点是其既有蒸汽轮机的巡航效率和可靠性，也有燃气轮机的快速加速和启动时间。这种系统主要用于第一代燃气轮机舰艇，如英國皇家海軍的郡級驅逐艦、82型驅逐艦和81型巡防艦。